# عينون صخري
العينون الصخري أو العينون القلبي الأوراق (الاسم العلمي:.Globularia cordifolia L أو .Globularia saxatilis Salisb) هو نوع نباتات من جنس العينون يتبع الفصيلة الحملية من رتبة الشفويات.